# Ciutadella de València
La Ciutadella de València s'alçava en la part oriental de la muralla cristiana, entre la Porta de la Mar i la del Reial, prop del convent de Sant Domènec. Va ser construïda en 1574.
Davant l'antiga Porta de la Mar hi havia una placeta tancada entre l'antic edifici de la duana (entrant a mà esquerra) i la Casa d'Armes (dreta), per entrar a la ciutat calia passar per un altre portal on hi havia una imatge de la Verge de la Bona Guia. L'antiga Casa d'Armes donaria pas a la posterior Ciutadella. Les diferents administracions borbòniques van enderrocar cases, la duana i el portal de la imatge creant una gran esplanada davant de la Casa d'Armes ja coneguda com a Ciutadella.

## Situació de la Ciutadella
Ocupava la Ciutadella l'extrem oriental de la muralla defensiva de la ciutat, contigua a la Porta del Mar i al convent de Sant Domènec. Ben proveïda, apareix representada, tant en el pla de Mancelli, de 1608, com en el del Pare Tosca corresponent a 1704.

## Història
El baluard es va aixecar en 1574 per temor al perill d'atacs turcs, no obstant això, ja abans existia allí un immoble amb la mateixa destinació que, segons assegura Escolano. Va ser restaurat en 1643, a càrrec de la Fàbrica de Murs i Valls, i es va obrir el fossat junt en la muralla on no hi havia, des de la porta dels Jueus a la del Reial i des de la de Quart fins al Portal Nou. En les mateixes dates es va reparar la muralla altura d'aquesta Casa d'Armes i la porta del Mar, llenç del mur que corria des de la torre de l'Esperó fins a la porta dels Jueus; Es va acabar en un any, en 1544 per haver-se difós el rumor que Barba-rossa s'havia endinsat en el mar amb cent vint galeres recolzat pels francesos. Les obres van ser pagades pels veïns de València, segons informa el "Dietari de Soria", es van pagar tres sous per casa, tots sense excepció, i van deure treballar cent homes cada dia per tres sous al dia.

## Ressenyes bibliogràfiques
El Pare Teixidor, historiador i religiós del convent de Sant Doménec, explica les incomoditats i dificultats sofertes pel convent donada el veïnatge amb la casa de les armes, ja que, en trobar-se en ruïnes la torre de l'Esperó, contigua a la porta de la Mar i al costat del convent, els joves pujaven per ella i es passejaven sobre el mur fins a la porta del Real molestant els frares en les seues cel·les. Per això, la Ciutat va donar als dominics la clau de la torre a l'abril de 1548. La torre va desaparèixer amb la construcció del nou baluard en 1574, sent virrei el marquès d'Onejar. A més de la torre, part de l'hort del convent de Predicadors i vella casa d'armes, es va ocupar també la plaça on anteriorment treballessin els picapedrers de la ciutat, ampliant-la i envoltant-la per fora i per dins de la ciutat.

## Edificació valorada internacionalment
L'arsenal que es conservava en la Ciutadella va causar sempre l'admiració dels ciutadans i estrangers que la visitessin i va ser considerada una de les grandeses del Regne. Aquesta fama explica l'obligada visita dels reis quan venien a la ciutat. Entre les descripcions més detallades destaca la de Felipe de Gauna en la crònica de les reals noces de Felip III i Margarida d'Àustria a la catedral l'any 1599:
| « | “… huna hermossa y ancha plassa donde esta fabricada la rica Cassa de las armas y Baluarte de la ciudad… y entraron en las hermossas salas della donde en lugar de colgaduras de tapicería estaban colgadas por sus hordenes de todas maneras y suertes de armas para pelear… falsetes, moriones bien aserados, a pruheva descopeta, con infinitud de armas blancas y ielmos para justar… y por otras estancias puestas por su horden, havia infinitas picas y lanssas de ierro bien aseradas… que de repente se pueden armas destas armas sobredichas mas de seys mil soldados de infantería y dos mil de a cavallo… Y por medio destas salas estan puestos por su horden muchas piesas de mosquetes de monicion con sus horquillas para disparar… y en lo mas baxo… unos bastimentos de madera donde penden… infinitas espadas y dagas valencianas… infinitos escudos de asero… fueron a otra cuadra toda de boveda de piedra y llena de barriles de polvora fina con las puertas della de ierro que no se entra en ella sino para sacar la polvora quando hes menester. Vistas todas estas curiosidades de armas… salieron arriba en el grande y espacioso Baluarte donde se hazia huna hancha plaza… y alargando mas la vista se descubre gran parte de la mar con el pueblo del Guerau, con las naves y otros vaxeles… en esta plassa y alto del Baluarte estavan puestos… mas de veynte i cinco piessas de bronse muy grandes de monicion para batir, y en ellas gravados los escudos y armas de la Diputación y Generalidad del Reyno de Valencia… infinitos mascletes y otras piessas de artelleria…”. | » |

Igualment ja en el segle xvii trobem descripcions de la mateixa com la de Diu Des Essarts:
| « | “Sobre la porta del Mar es veu l'Armeria, on estan totes les municions de guerra. Hi ha allí dues grans sales de 80 passos de llarg, de 20 d'ample, i al mig els mosquets, casc, aigüeres, etc.”. | » |

## Felip V
Quan Felip V va entrar sense oposició a València, i va prendre possessió de la fortificació, va trobar en la mateixa segons les cròniques, armes per armar a un exèrcit de 10.000 persones.
| « | en 1707 es va possessionar de la Ciutadella Felip V, es trobaren 26 canons de bronze, amb piques, arcabuços i mosquets suficients per armar a deu mil homes, manant el rei que en la part que dona a la ciutat, tal com reprodueix el gravat de Tomás López Enguídanos, de 1809, es construís un bastió que feia cantonada a l'hort de Predicadors amb el seu fossat i torrassa i una gran flor de lys per rematada, per a la seva convenient defensa i seguretat, destinant-ho com a ciutadella. | » |

En la part frontal, es va col·locar una placa de negra pedra en majúscula inscripció llatina, que deia:
| « | “Felip V, Rey de España, vencidos junto en Almansa los enemigos, presa Valencia, ahorros por su clemencia los ciudadanos, en la presente obra atendió a la seguridad de la Ciudad y del Reino el año 1707” | » |

El text vexatori per a la ciutat va ser arrencat el 14 de novembre de 1808. La torrassa va ser demolida el 1901, encara que el baluard va subsistir enfront del riu fins a 1958.

## De Casa d'Armes de la ciutat a símbol de poder reial
| « | El contrast (de la Ciutadella) amb les Torres dels Serrans i les Torres de Quart, obertes per la part de dins de la ciutat, no podia ser mes palès, i és que els Jurats que les havien construïdes en l'època d'esplendor foral s'afanyaven per afirmar l'hegemonia del poder civil, i ara calia subjugar la ciutat a l'autoritat del monarca | » |